# Rusi Mulla Feroze
Rustom J. „Rusi“ Mulla Feroze (Hindi रुस्तम जे. "रूसी" मुल्ला फिरोज; * 1922; † unbekannt) war ein indischer Radrennfahrer.

## Sportliche Laufbahn
Rusi Mulla Feroze war im Bahnradsport aktiv. 1948 war er Teilnehmer der Olympischen Sommerspiele in London. Im Sprint unterlag er im Vorlauf gegen Reg Harris. Im Hoffnungslauf scheiterte er an Reinaldo Paseiro Rodríguez.